# Bikash Bhattacharjee

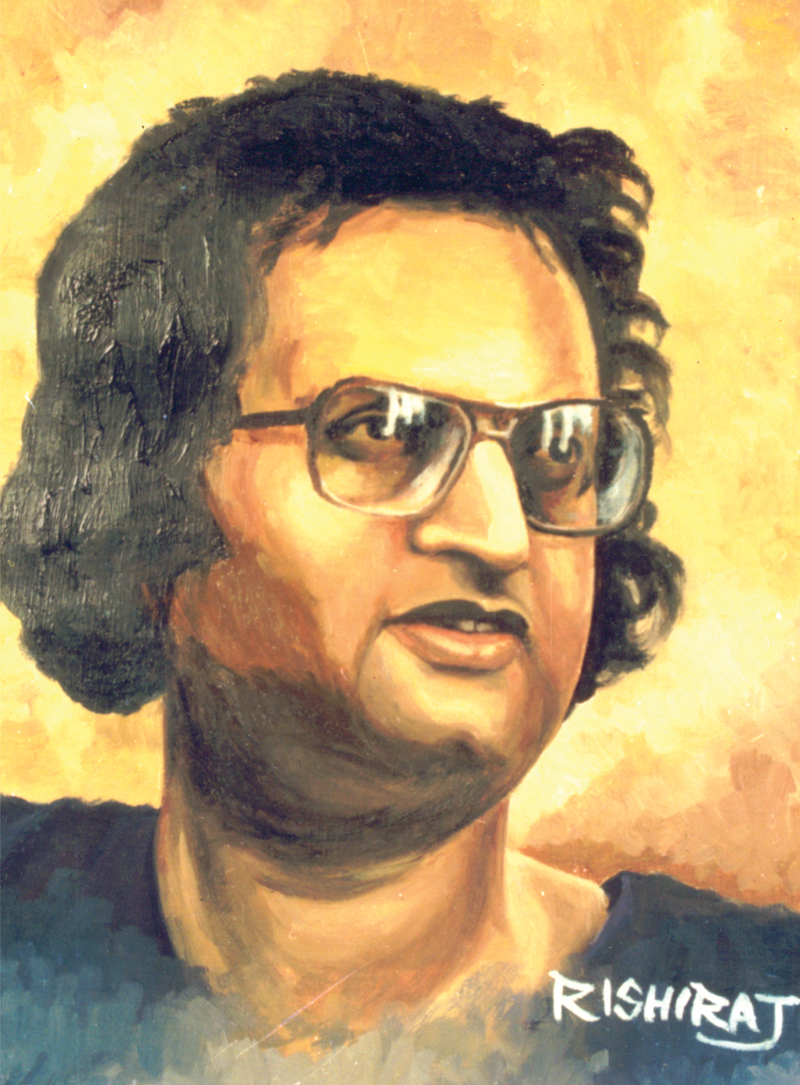
Bikash Bhattacharjee

Bikash Bhattacharjee (21 de junio de 1940-18 de diciembre de 2006) fue un pintor indio de Calcuta en Bengala Occidental. A través de sus pinturas, representó la vida del bengalí de clase media promedio: sus aspiraciones, supersticiones, hipocresía y corrupción, e incluso la violencia que es endémica en Kolkata. Trabajó con óleos, acrílicos, acuarelas, conté y collage. En 2003, recibió el premio más alto de Lalit Kala Akademi, la Academia Nacional de las Artes de la India, la Beca Lalit Kala Akademi.

## Primeros años
Bhattacharjee nació en Calcuta en 1940. A muy temprana edad perdió a su padre. La consiguiente lucha por la supervivencia lo dejó con una profunda sensación de inseguridad, así como una empatía por los desfavorecidos, que a menudo aparecen en sus obras.
En 1963, se graduó con un Diploma en Bellas Artes del Indian College of Art and Draftsmanship.
Bikash vivió en Calcuta toda su vida.

## Carrera docente
Bhattacharjee enseñó en el Indian College of Art and Draftsmanship de 1968 a 1972. Enseñó en el Government College of Art & Craft, Kolkata de 1973 a 1982. En 1964, se convirtió en miembro de la Sociedad de Artistas Contemporáneos.

## Carrera de pintura
Su primera exposición individual fue en Calcuta en 1965. Sus pinturas se exhibieron fuera de la India; tuvo espectáculos en 1969 en París; entre 1970 y 1972 en Yugoslavia, Checoslovaquia, Rumanía y Hungría; en Londres en 1982; y en Nueva York en 1985.
Alcanzó el éxito comercial temprano en la vida con su Serie Doll en la década de 1960, que luego fue seguida por la Serie Durga. En la década de 1980, Bhttacharjee pintó ilustraciones para una novela sobre la vida de Ram Kinker Baij, un gran artista del pasado. La novela, escrita por el novelista bengalí Samaresh Basu, nunca se completó debido a la muerte del autor, pero los trabajos de Bhttacharjee para el libro fueron algunos de sus mejores.
Bhttacharjee a menudo pintaba con un estilo realista. Pintó retratos de Tagore, Satyajit Ray y Samaresh Basu. Su retrato de Indira Gandhi, con el rostro desdibujado y blanco, fue pintado después de su asesinato. Produjo una serie de obras sobre la  Insurgencia naxalita y un grupo de pinturas de prostitutas.
Bikash había inspirado a una gran cantidad de pintores en la India, incluido Sanjay Bhattacharya, un pintor realista de Bengala.

## Estilo
A Bikash Bhattacharya se le atribuye haber devuelto el realismo al arte indio en un momento en que los artistas de la India se inclinaban más hacia la distorsión de las figuras y la abstracción.
Además de pintar la ciudad y su gente que conocía tan bien, Bhattacharjee era un consumado retratista. El realismo era el fuerte de Bhattacharjee; sus pinturas al óleo podrían representar la calidad exacta de las cortinas o el tono de piel de una mujer. Logró la maestría en la captura de la calidad de la luz.
Bhattacharjee logró una calidad enigmática en sus pinturas que funciona en muchos niveles, desde lo visual hasta el subconsciente. El tema incluía representaciones de la forma femenina y personas de todas las edades y situaciones: hombres y mujeres mayores, niños, ayuda doméstica. Tenía la capacidad de crear un entorno auténtico como trasfondo de los personajes para realzar el drama.
Bikash había estado profundamente influenciado por los surrealistas y afirmó que Salvador Dalí era su pintor favorito.

## Vida personal
En 2000, Bhattacharjee sufrió un ataque de parálisis que lo dejó paralizado e incapaz de pintar. Murió en un asilo de ancianos de Calcuta el 18 de diciembre de 2006 tras una enfermedad prolongada. Le sobreviven su esposa Parbati, un hijo y una hija.

## Galerías
Sus pinturas se pueden encontrar en las siguientes galerías:
- Galería Nacional de Arte Moderno, Nueva Delhi
- Lalit Kala Akademi, Nueva Delhi
- Ministerio de Educación, Nueva Delhi
- Museo de la Universidad de Chandigarh, Chandigarh
- Bharat Bhavan, Bhopal

## Premios y honores
- Premio de la Academia de Bellas Artes, Calcuta (1962)
- Premio Nacional, Lalit Kala Akademi, Nueva Delhi (1971)
- Academia Birla de Arte y Cultura, Calcuta, Premio Nacional, Lalit Kala Akademi, Nueva Delhi (1972)
- Banga Ratna (1987)
- Padma Sri (1988)
- Shiromani Purashkar (1989)
- Nivedita Purashkar, Ramkrishna Vivekananda Ashram (1990)
- Beca Lalit Kala Akademi (2003)